# Гарави сокак (представа)
Гарави сокак је позоришна представа коју је режирао и адаптирао Радован Кнежевић према истоименом делу Мирослава Мике Антића.
Премијерно приказивање било је 29. новембра 2005. године у омладинском позоришту ДАДОВ.
Представа је поново постављена у ДАДОВ-у 2012. године.

## Концепт
Представа је настала повезивањем интимних и колоритних стихова Мике Антића у јединствену причу о универзалним темама: детињству, пријатељству и првим заљубљивањима.
Према базирана на стиховима Мике Антића представља и реафирмише заборављене особине и емоције.

## Улоге
| Лица | Глумци               |
| ---- | -------------------- |
|      | Милош Шикман         |
|      | Милена Божић         |
|      | Милан Марић          |
|      | Милена Живановић     |
|      | Милица Гојковић      |
|      | Милиш Биковић        |
|      | Милош Декић          |
|      | Милош Лазић          |
|      | Милош Мирковић       |
|      | Мирјана Цветковић    |
|      | Мирослав Ђурђевић    |
|      | Никола Јовановић     |
|      | Огњен Дрењанин       |
|      | Тамара Драгичевић    |
|      | Весна Ђорђевић       |
|      | Владан Ђурковић      |
|      | Алек Суртов          |
|      | Маринана Бабић       |
|      | Влада Аладер         |
|      | Јана Шарић           |
|      | Марија Манојловић    |
|      | Александра Ајдуковић |
|      | Андрија Даничић      |
|      | Ања Орељ             |
|      | Ања Радуловић        |
|      | Дамир Живојновић     |
|      | Ивана Балаћ          |
|      | Ана Настић           |
|      | Ивана Грубор         |
|      | Јелена Ивковић       |
|      | Јелена Јелић         |
|      | Јелена Матијашевић   |
|      | Јелена Велковски     |
|      | Јован Миладиновић    |
|      | Јована Томић         |
|      | Катарина Прлинчевић  |
|      | Лазар Вукичевић      |
|      | Ивана Ђуровић        |

## Галерија
- Фотографија са извођења представе
- Фотографија са извођења представе
- Фотографија са извођења представе
- Фотографија са извођења представе
- Фотографија са извођења представе
- Фотографија са извођења представе
- Фотографија са извођења представе
- Фотографија са извођења представе
- Фотографија са извођења представе